# Завелейский, Пётр Демьянович
Пётр Демья́нович Завеле́йский (Завиле́йский) (12 (23) января 1800 — 24 марта (5 апреля) 1843) — русский государственный деятель, тифлисский гражданский губернатор. Действительный статский советник (1833).

## Биография
Происходил из рода Игнатовичей-Завелейских.
Получил военное воспитание, но в 1816 году поступил на гражданскую службу в Министерство финансов и «был употреблен к открытию шайки контрабандистов», действовавшей в городе Родзивиллове и местечке Зельвах на западной границе России. Назначенный начальником «секретной экспедиции», он в короткий срок обнаружил контрабандных товаров более чем на два миллиона рублей. За раскрытие махинаций он получил 10 апреля 1826 года орден Святой Анны 3-й степени. Через два года он, имея чин коллежского советника, указом Николая I от 27.02 1828 был назначен в Грузию — исправляющим должность начальника Казенной экспедиции Верховного грузинского правительства. По приезде в Тифлис — это было в начале 1828 года — он, по распоряжению министра финансов графа Канкрина, поставил перед чиновниками вверенной ему экспедиции задачу составить полное финансовое и статистическое, так называемое камеральное, описание закавказских провинций, произвести изучение их природных ресурсов, перспектив их экономического развития, численности и нужд местного населения. Уже летом 1828 года ему было выражено монаршее благоволение.
В Тифлисе Завелейский встретился с хорошо известным ему ещё с Петербурга Грибоедовым. В 1828 году ими был составлен проект «Российской Закавказской компании». Одной из важнейших целей компании состояла в том, чтобы она стала посредницей в мировой торговле между Азией и Европой. А образец выгод, которые будут получены в случае осуществления проекта, Грибоедов и Завелейский видели в процветающей экономике Северо-Американских Соединенных Штатов. Предусматривалось, что «Компания» должна была начать широкую торговлю русскими и заграничными товарами и открыть в Закавказье первые заводы и фабрики — сахарные, суконные, кожевенные, стекольные, развивать виноградарство, виноделие, шелководство, разводить хлопок, табак, красильные и лекарственные растения… Намечалась строительство новых дорог, открытие школ, внедрение в сельское хозяйство новых технических средств и навыков… Для этого правительство должно было отвести компании землю — 120 тысяч десятин за ничтожно малую арендную плату, предоставить монополию торговли, право свободного мореплавания, отвоевать для компании занятый, турками порт Батум. В качестве рабочей силы предполагалось использовать в Закавказье армянских переселенцев из Персии и русских крестьян, которые получали бы освобождение от крепостной зависимости, но с обязательством, хотя и за плату, работать на компанию 50 лет. Компания рассчитывала получить административные и дипломатические права и для охраны путей к батумскому порту — войска. Предполагалось акционерами компании привлечь закавказских помещиков и купцов, а также русских чиновников, но без русских фабрикантов и русских купцов. Проект не был одобрен управляющим Кавказским краем И. Ф. Паскевичем по причине предполагаемой монополизации местной промышленности и торговли.
В июле 1829 года П. Д. Завелейский был назначен тифлисским гражданским губернатором.
После гибели Грибоедова Завелейский в мае 1830 году напомнил министру финансов, что два года назад ими было предложено создать компанию, «чтобы закавказские провинции России соделались складочным местом сухопутной торговли Европы с Азией»; Завелейский указал, что он «не отказался от намерения привести в исполнение хотя некоторую часть мыслей, распространяя мало-помалу жизнь и деятельность за Кавказом». С именем Завелейского связано создание первых акционерных обществ в Грузии
В те же годы Пётр Демьянович Завелейский познакомился и подружился с Александром Гарсевановичем Чавчавадзе, который писал: «Благородность его души, его благонамеренность, его неусыпная деятельность по многосложным обязанностям, на него возложенным, его смелая справедливость ко всем, без различия лиц, особенно же верное и скорое постижение вещей, для него новых, чрезвычайно нравились мне в нем и час от часу более усиливали мои к нему любовь и уверенность. Он имел о Грузии самое точное понятие».
В 1832 году был обвинен в принадлежности к антиправительственному грузинскому заговору. В секретном донесении главнокомандующего войсками на Кавказе Розена военному министру Чернышеву от 22.12.1832 отмечалось, что Завелейский «был в тесной связи с покойным Грибоедовым и князем Чавчавадзевым». Несмотря на это, 8 сентября 1833 года Завелейский был пожалован чином действительного статского советника.
В конце 1835 года Завелейский был отправлен в Западную Сибирь для подготовки переселения туда государственных крестьян. Спустя полтора года он составил «Проект положения колонизации государственных крестьян из Европейских губерний России в Западную и Восточную Сибирь». В 1841 году был назначен членом Совета министра финансов.
Среди прочих наград имел орден Святого Владимира 3-й степени.
Завелейский похоронен на Тихвинском кладбище Александро-Невской лавры.
Его младший брат Матвей Демьянович Завелейский был в 1842—1848 гг. казанским вице-губернатором.